# Bridelia micrantha
Bridelia micrantha es una especie de árbol perteneciente a la familia Phyllanthaceae y originaria de África.

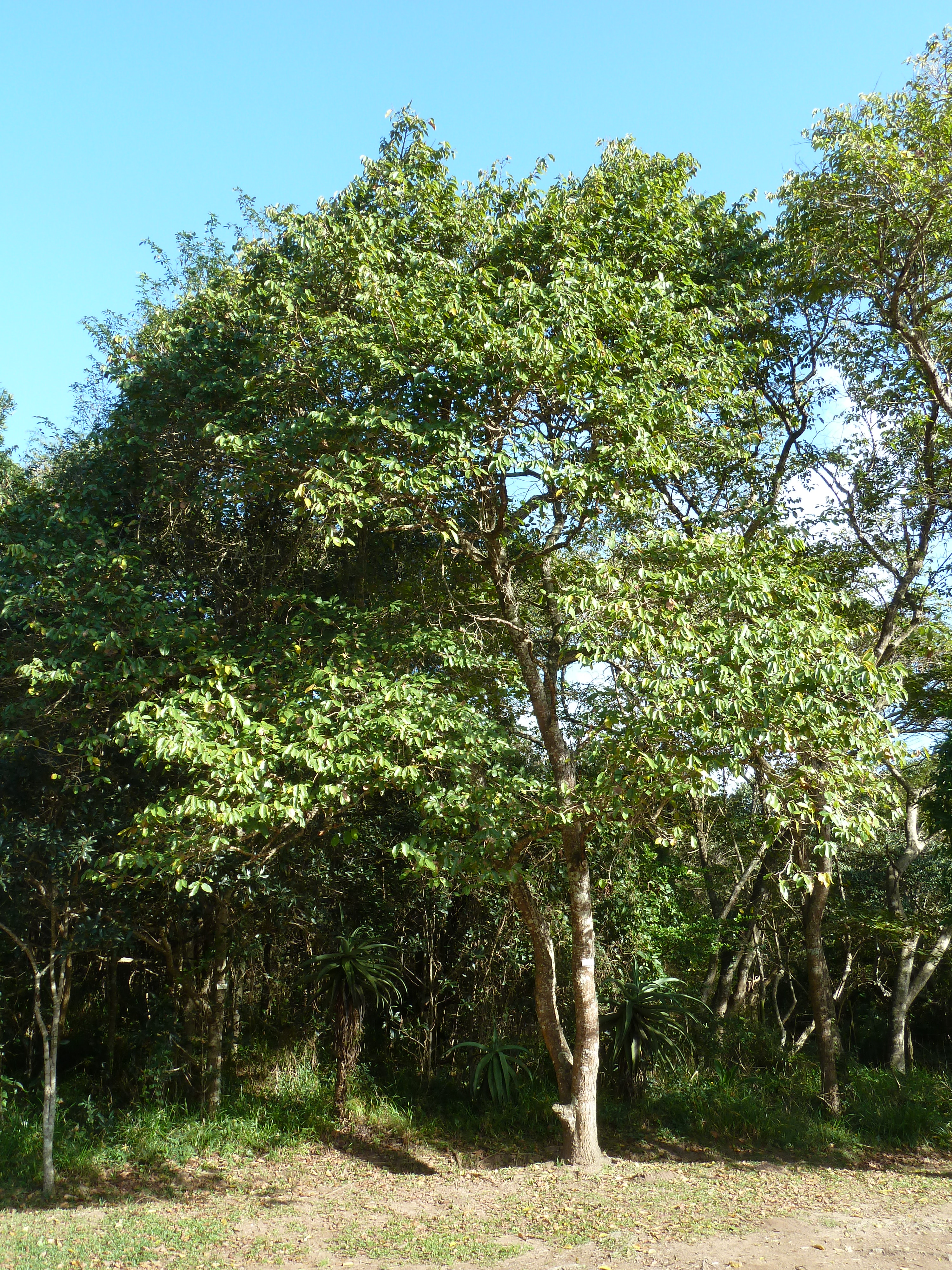
Vista de la planta

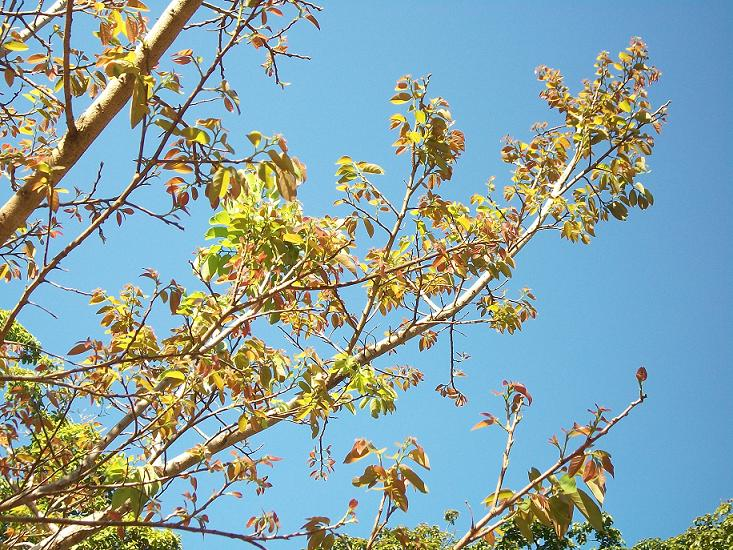
Detalle de las ramas

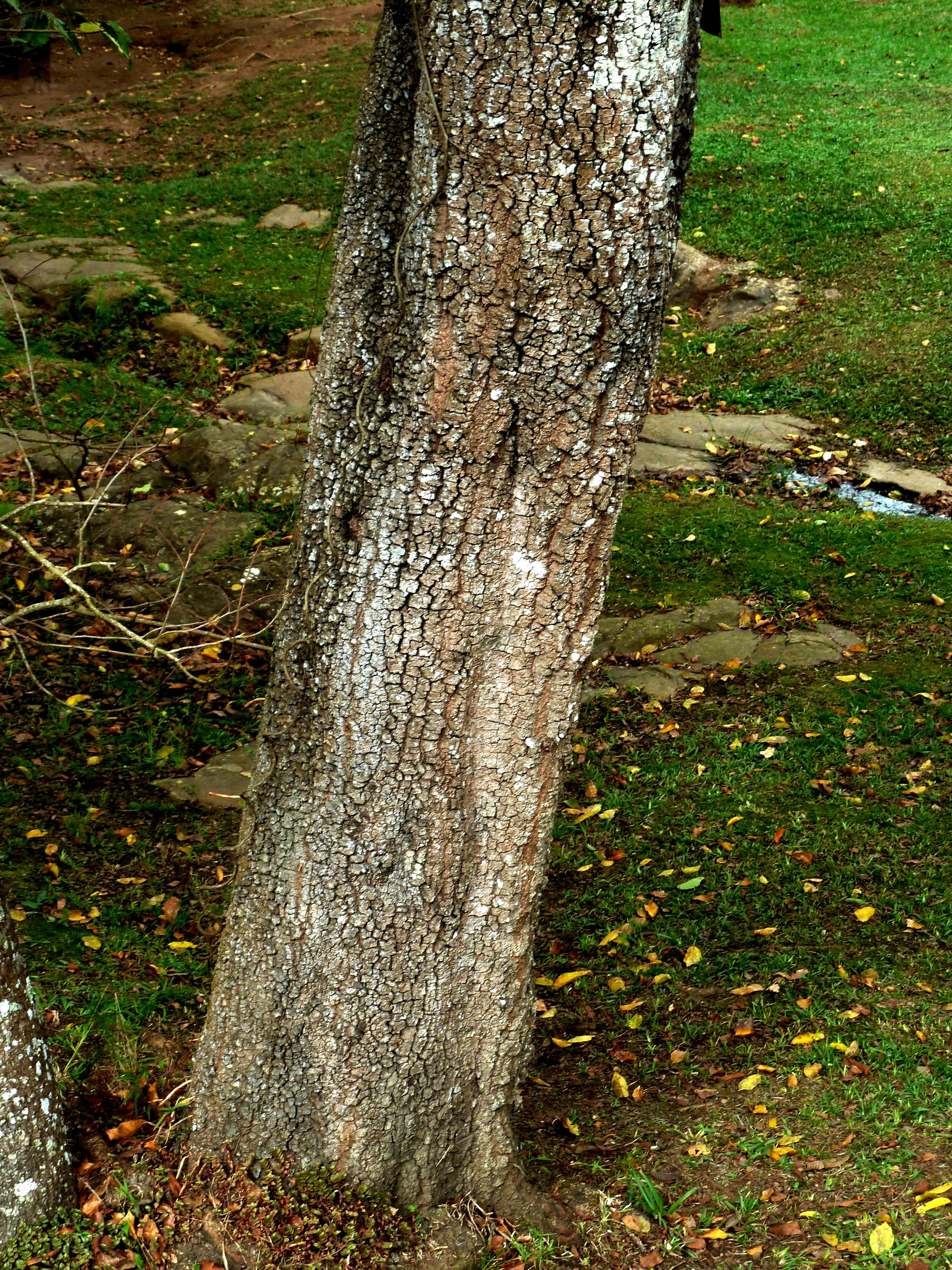
Tronco

## Descripción
Es un árbol de tamaño media a alto (hasta 20 m), con una densa corona extendida ampliamente. Las hojas son grandes, alternas y simples. El árbol puede ser de hoja caduca o perenne.

## Hábitat
Se encuentran en los bosques costeros (como las tierras bajas costeras de los bosques de KwaZulu-Natal), bosques ribereños, bosques de pantano, y a lo largo de los márgenes del bosque.

## Distribución
Bridelia micrantha en el noreste, oeste, centro-oeste y el sur de África (en Angola; Benín; Burkina Faso; Camerún; República Centroafricana; Costa de Marfil; Guinea Ecuatorial; la República Democrática del Congo; Etiopía; Gabón; Gambia; Ghana; Guinea; Kenia; Liberia; Malawi; Malí; Mozambique; Nigeria; Ruanda; Santo Tomé y Príncipe; Senegal; Sierra Leona; Sudáfrica (en Provincia Oriental del Cabo, KwaZulu-Natal, Limpopo, Mpumalanga; y Suazilandia); Sudán; Tanzania; Togo; Uganda; Zambia; y Zimbabue.

## Ecología
Bridelia micrantha es una planta de alimento para larvas de mariposas, como: Abantis paradisea, Charaxes castor flavifasciatus y Parosmodes morantii morantii, y también Anaphe panda.

## Uso medicinal
Bridelia micrantha se ha usado en la medicina popular localmente, como un anti- abortivo, un antídoto, un laxante o purgante, y para tratar diversas condiciones del sistema nervioso central (dolor de cabeza), ojos (infecciones, conjuntivitis), el sistema gastrointestinal (dolor abdominal , estreñimiento, gastritis), sistema respiratorio (resfriado común), y la piel (sarna); y se utiliza higiénicamente como un enjuague bucal.

## Taxonomía
Bridelia micrantha fue descrito por (Hochst.) Baill. y publicado en Adansonia 3: 164. 1862.
Variedades
- Bridelia micrantha var. gambicola (Baill.) Müll.Arg.
- Bridelia micrantha var. micrantha

Sinonimia
- Candelabria micrantha Hochst.	[11]